# Blaincourt-sur-Aube
 Blaincourt-sur-Aube  es una población y comuna francesa, en la región de Champaña-Ardenas, departamento de Aube, en el distrito de Bar-sur-Aube y cantón de Brienne-le-Château.

## Demografía
| 106 | 111 | 102 | 105 | 86 | 87 |
| Para los censos de 1962 a 1999 la población legal corresponde a la población sin duplicidades (Fuente: INSEE [Consultar]) |     |     |     |    |    |